# Симфония № 1 (Шостакович)

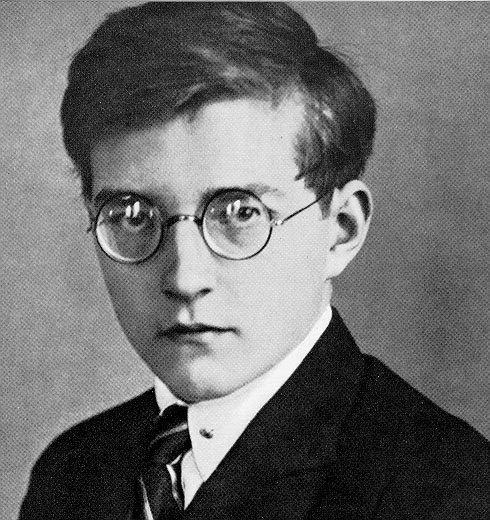
Шостакович в 1925 году

Симфония № 1 f-moll, op. 10 — симфония Дмитрия Шостаковича, написанная в 1924—1925 годах и впервые исполненная в Ленинграде Ленинградским филармоническим оркестром под управлением Николая Малько 12 мая 1926 года. Симфония стала дипломной работой композитора по окончании Ленинградской консерватории. Композитор завершил её в возрасте 19 лет.

## Структура
Симфония состоит из четырёх частей (две последних идут без перерыва) общей продолжительностью полчаса:
1. Allegretto— Allegro non troppo
2. Allegro
3. Lento
4. Allegro molto — Lento — Allegro molto

## Состав оркестра
Симфония написана для оркестра в составе:
Деревянные духовые
флейта-пикколо (=3-я флейта)
2 флейты (2-я=2-я флейта-пикколо)
2 гобоя
2 кларнета (A,B)
2 фагота
Медные духовые
4 валторны (F)
2 трубы (B)
альтовая труба (F)
3 тромбона
туба
Ударные
литавры
треугольник
малый барабан
тарелки
большой барабан
гонг
колокольчики
Клавишные
фортепиано
Струнные
первые скрипки
вторые скрипки
альты
виолончели
контрабасы

## Обзор
Хотя Шостакович написал симфонию как дипломную работу по классу композиции Максимилиана Штейнберга, часть материала может быть датирована значительно раньше. На экзаменационной комиссии Штейнберг оценил симфонию начинающего композитора как «проявление высочайшего таланта». Шостакович представил симфонию Александру Глазунову, который следил за талантливым музыкантом с 13 лет. Глазунов организовал премьеру симфонии, которая прошла успешно. Произведение рассматривается как одно из лучших в творчестве Шостаковича. Симфония показывает интересные и характерные сочетания живости и остроумия, с одной стороны, и драмы, и трагедии, с другой стороны. С музыкой Игоря Стравинского симфонию роднит введение фортепиано в скерцо второй части. Кшиштоф Мейер отметил, что несмотря на ощущаемые влияния, например, «русских классиков — в первой и четвертой частях, Скрябина — в крайних разделах медленной части, Прокофьева — в основной теме скерцо, но все они не заслоняют поразительной однородности стиля и оригинальной инструментовки».

## Первые исполнения
- 1926 — 12 мая первое исполнение Ленинградским филармоническим оркестром под управлением Николая Малько
- 1927 — 5 мая впервые за рубежом в Берлине под управлением Бруно Вальтера[5]
- 1928 — 2 ноября в США в Филадельфии Филадельфийский оркестр под управлением Леопольд Стоковского; в Нью-Йорке под управлением Артура Родзинского[5]
- 1931 — в марте под управлением Артуро Тосканини[5]